# Емих VI (Лайнинген-Хартенбург)
Емих VI фон Лайнинген-Харденбург (на немски: Emich VI von Leiningen-Hartenburg (Hardenburg); * ок. 1340; † 17 февруари 1381) е граф на Лайнинген-Дагсбург-Харденбург.
През 1317 г. фамилията Лайнинген разделя наследството и се образува линията Лайнинген-Харденбург (Хартенбург) († 1706).
Той е син на граф Жофрид I фон Лайнинген-Харденбург (* ок. 1304; † 1344) и втората му съпруга Матилда фон Салм-Оберсалм, дъщеря на граф Йохан I фон Салм-Оберсалм († 1338). Правнук е на граф Фридрих III фон Лайнинген († 1287) и внук на граф Фридрих IV фон Лайнинген († 1316). Племенник е на Емих фон Лайнинген, епископ на Шпайер (1314 – 1328), и на граф Фридрих V фон Лайнинген († 1327), и братовчед на граф Фридрих VI фон Лайнинген († 1342) и на граф Фридрих VIII фон Лайнинген († 1397). Брат е на Жофрид († 1362), каноник в Кьолн, Шпайер, Трир и Базел. Полубрат е на граф Фрицман фон Лайнинген-Риксинген (fl 1316 – 1366), който е баща на граф Готфрид II фон Лайнинген-Риксинген († 1380).

## Фамилия
Емих VI се жени ок. 1343/1345 г. за Луитгард (Лукард) фон Фалкенщайн, дъщеря на Куно II фон Фалкенщайн-Мюнценберг († 14 май 1333), сестра на Филип VI фон Фалкенщайн. Те имат една дъщеря:
- Анна фон Лайнинген-Хартенбург († 22 февруари 1413), омъжена за Енгелхард VIII фон Вайнсберг (* ок. 1360; † 1 октомври 1417)

Емих VI се жени втори път през 1362 г. за Маргарета фон Хабсбург-Кибург, дъщеря на граф Еберхард II фон Хабсбург-Кибург († 17 април 1357) и Анастасия фон Зигнау. Те имат децата:
- Жофрид († 1409 в Пиза), епископ-електор на Майнц
- Йохан († 1392)
- Емих VII (* ок. 1386; † 1452), граф на Лайнинген-Харденбург, женен I. пр. ноември 1383 г. за Клара фон Финстинген-Бракенкопф († 1407/09), II. на 11 юли 1412 г. за Беатрикс фон Баден (1400 – 1452), дъщеря на маркграф Бернхард I фон Баден († 1431)
- Еберхард († 1380), канон във Вормс
- Георг († ок. 1392), тевтонски рицар
- Анастасия фон Лайнинген († сл. 1408), омъжена I. 1377 г. за вилдграф Фридрих III фон Кирбург († 1390), II. 1396 г. за Йохан II фон Вестербург († 1410)
- Хилдегард († 1428), омъжена за фон Лихтенберг
- Фридрих († 1415)